# Hoštice (Hoštice-Heroltice)
Hoštice (německy Hoschtitz) jsou jednou ze dvou částí obce Hoštice-Heroltice. Původní zemědělská ves leží při řece Hané asi 5 km východně od Vyškova v nadmořské výšce 232 m n. m.

## Historie
První písemná zmínka o Hošticích pochází z roku 1445.

## Obyvatelstvo

### Struktura
Vývoj počtu obyvatel za celou obec i za jeho jednotlivé části uvádí tabulka níže, ve které se zobrazuje i příslušnost jednotlivých částí k obci či následné odtržení.
| Místní části   | Místní části | 1869 | 1880 | 1890 | 1900 | 1910 | 1921 | 1930 | 1950 | 1961 | 1970 | 1980 | 1991 | 2001 | 2011 |
| -------------- | ------------ | ---- | ---- | ---- | ---- | ---- | ---- | ---- | ---- | ---- | ---- | ---- | ---- | ---- | ---- |
| Počet obyvatel | část Hoštice | 345  | 370  | 353  | 398  | 406  | 385  | 364  | 300  | 328  | 292  | 220  | 161  | 177  | 194  |
| Počet domů     | část Hoštice | 61   | 65   | 67   | 70   | 73   | 73   | 77   | 80   | 0    | 80   | 72   | 80   | 83   | 84   |

## Památky a turistické zajímavosti
- Gotický kostel sv. Jana Křtitele
- Muzeum zemědělských strojů

## Rodáci
- Konrád Martínek, někdejší poslanec Říšské rady a starosta obce